# Pesi supergallo
I Pesi supergallo o conosciuti anche come pesi piuma leggeri sono una categoria di peso del pugilato.

## Limiti di peso
Nel pugilato moderno il peso dei contendenti non deve superare:
- professionisti: 122 libbre (55.34 kg)

## Campioni professionisti

### Uomini
Dati aggiornati al 14 aprile 2023. Fonte: BoxRec.
| Federazione | Dal | Campione       | Record         | Difese | Prossimo incontro | Sfidante (record) |
| ----------- | --- | -------------- | -------------- | ------ | ----------------- | ----------------- |
| WBA         | 8 aprile 2023 | Marlon Tapales | 37-3-0 (19 KO) | 0      |                   |                   |
| WBA         | |                |                |        |                   |                   |
| WBC         | 25 luglio 2023 | Naoya Inoue    | 24-0-0 (21 KO) | 0      |                   |                   |
| WBC         | Il 21 marzo 2023 è stata resa nota la notizia dell'infortunio dello sfidante per il titolo, il giapponese Naoya Inoue, e l'incontro per il titolo WBC e WBO contro il campione Stephen Fulton è stato rinviato al 25 luglio 2023 presso la Ariake Arena di Tokyo. In vista della sua volontà di salire di categoria, il 13 gennaio 2023 Inoue aveva comunicato di rinunciare a tutti i suoi quattro titoli nella categoria dei pesi gallo. Fulton combatterà per la prima volta fuori dai confini degli Stati Uniti. |                |                |        |                   |                   |
| WBO         | 25 luglio 2023 | Naoya Inoue    | 24-0-0 (21 KO) | 0      |                   |                   |
| WBO         | Il 21 marzo 2023 è stata resa nota la notizia dell'infortunio dello sfidante per il titolo, il giapponese Naoya Inoue, e l'incontro per il titolo WBC e WBO contro il campione Stephen Fulton è stato rinviato al 25 luglio 2023 presso la Ariake Arena di Tokyo. In vista della sua volontà di salire di categoria, il 13 gennaio 2023 Inoue aveva comunicato di rinunciare a tutti i suoi quattro titoli nella categoria dei pesi gallo. Fulton combatterà per la prima volta fuori dai confini degli Stati Uniti. |                |                |        |                   |                   |
| IBF         | 8 aprile 2023 | Marlon Tapales | 37-3-0 (19 KO) | 0      |                   |                   |
| IBF         | Incontro eliminatorio (da definire): Sam Goodman (14-0-0; 7 KO) vs Ra'eese Aleem (20-0-0; 12 KO) |                |                |        |                   |                   |

### Donne
Dati aggiornati al 1 maggio 2023. Fonte: BoxRec.
| Federazione | Dal | Campione         | Record         | Difese | Prossimo incontro | Sfidante (record)                |
| ----------- | --- | ---------------- | -------------- | ------ | ----------------- | -------------------------------- |
| WBA         | 7 febbraio 2020 | Mayerlin Rivas   | 17-4-2 (11 KO) | 1      |                   |                                  |
| WBC         | 16 novembre 2019 | Yamileth Mercado | 21-3-0 (5 KO)  | 5      |                   |                                  |
| WBC         | Il 19 marzo 2023, Yamileth Mercado ha battuto la campionessa ad interim WBC Kudakwashe Chiwindare, riuscendo ad unificare il titolo. Mercado ha battuto la sua sfidante grazie ad una decisione unanime della giuria. |                  |                |        |                   |                                  |
| WBO         | 23 dicembre 2022 | Débora Dionicius | 35-4-0 (6 KO)  | 0      | 29 aprile 2023    | Segolène Lefebvre (16-0-0; 1 KO) |
| WBO         | Il 20 gennaio 2023 è stato reso noto l'accordo tra la campionessa argentina Dionicius e la sfidante francese Segolène Lefebvre per un incontro da disputarsi il 29 aprile 2023 a Douai (Francia). La sfida tra le due era stata resa obbligatoria dalla WBO il 27 dicembre 2022; in tal modo l'accordo ha evitato la procedura della purse bid da parte della stessa organizzazione. Segolène Lefebvre era già stata campionessa WBO, quando nel novembre 2021 aveva battuto Paulette Valenzuela; tuttavia, nel settembre 2022, Lefevbre ha subito un infortunio costringendola ad un'operazione chirurgica, a seguito della quale la WBO ha tolto il titolo alla francese rendendolo vacante. Il 23 dicembre 2022, Débora Dionicius ha battuto la connazionale argentina Marcela Eliana Acuña per la conquista della corona vacante. |                  |                |        |                   |                                  |
| IBF         | 20 aprile 2022 | Cherneka Johnson | 15-1-0 (6 KO)  | 1      | 10 giugno 2023    | Ellie Scotney (6-0-0; 0 KO)      |
| IBF         | Il 20 marzo 2023 è stata resa ufficiale la sfida per la corona IBF tra la campionessa Johnson e la britannica Ellie Scotney. L'incontro doveva disputarsi il 20 maggio 2023 a Dublino nell'ambito dell'evento che vedrà la sfida tra Katie Taylor e Chantelle Cameron per il titolo indiscusso dei pesi superleggeri. Il 5 aprile 2023, tuttavia, è stato reso noto che l'incontro tra Cherneka Johnson ed Ellie Scotney è stato annullato su richiesta di Chantelle Cameron. Quest'ultima ha ottenuto dal promoter dell'evento di Dublino (Matchroom) l'annullamento della sfida per il titolo IBF a causa della presenza di Shane McGuigan, allenatore di Ellie Scotney ed ex-allenatore di Chantelle Cameron, con il quale la pugile britannica ha avuto alcune discussioni che gli anno provocato "problemi mentali". Eddie Hearn, presidente della Matchroom, ha dichiarato di voler riprogrammare l'incontro a breve termine. Il 13 aprile 2023, Eddie Hearn ha comunicato che l'incontro tra Johnson e Scotney si disputerà il 10 giugno 2023 a Londra. |                  |                |        |                   |                                  |

## Professionisti
Alcuni tra i migliori rappresentanti della categoria sono stati:
- Guillermo Rigondeaux
- Érik Morales
- Manny Pacquiao
- Marco Antonio Barrera
- Léo Santa Cruz